# Grand Prix automobile de France 1934

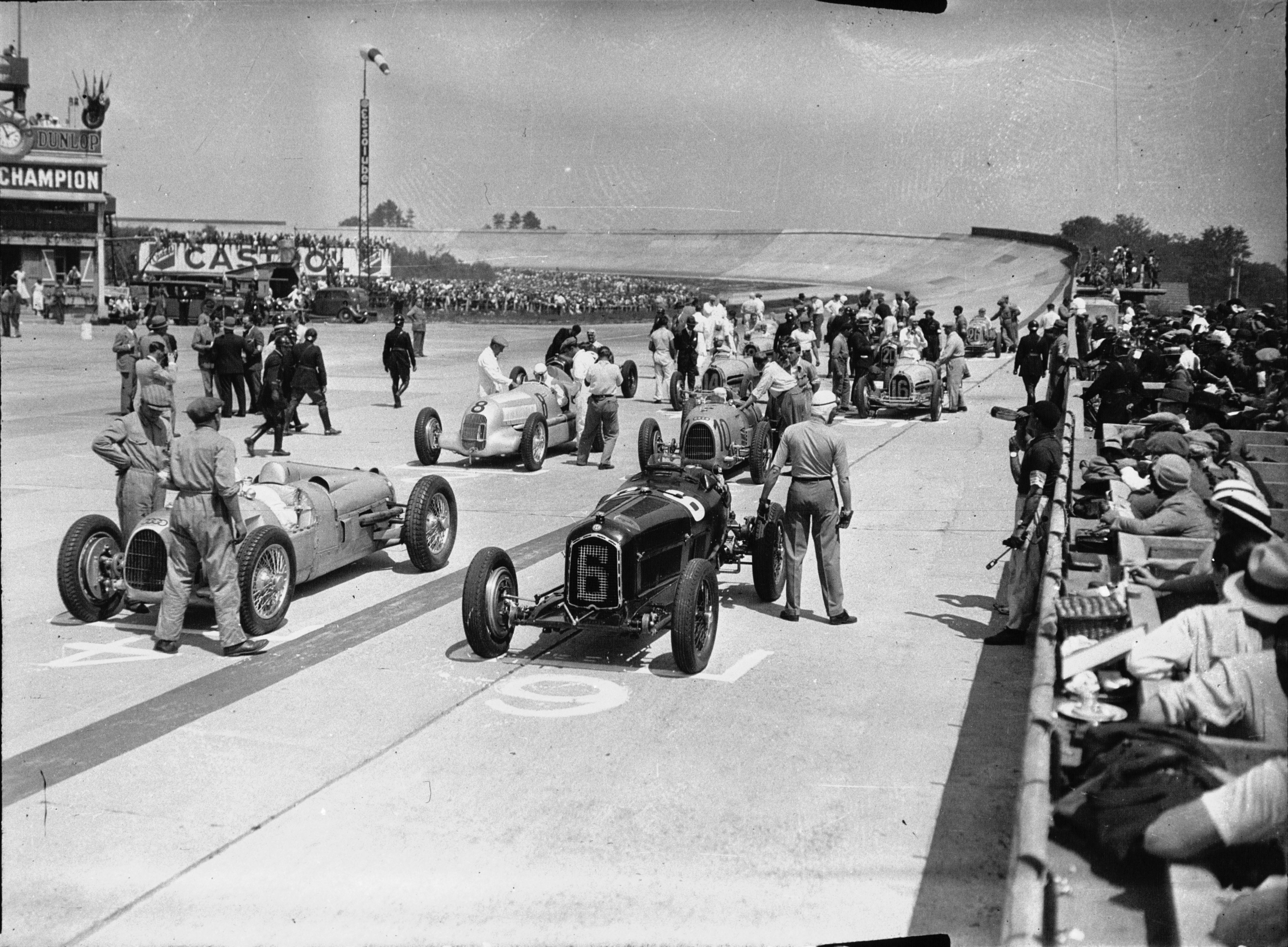
La grille de départ.

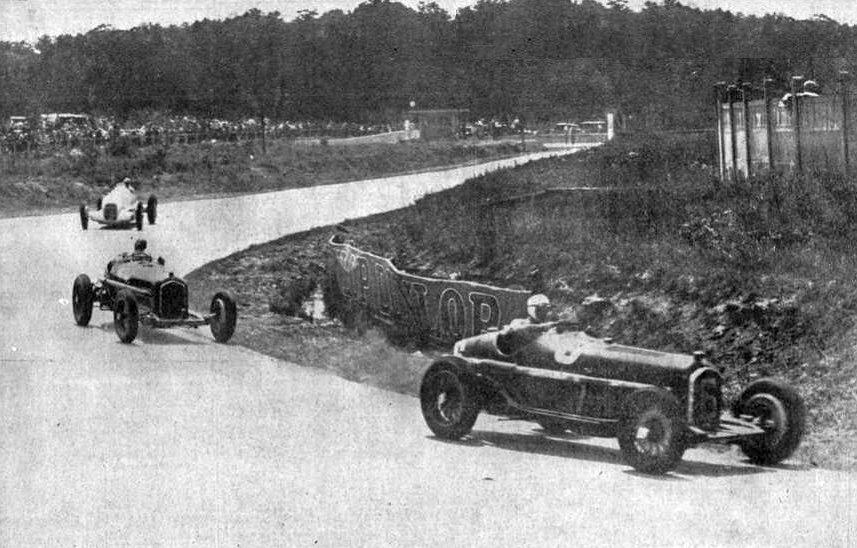
Varzi en course devant Trossi et Caracciola.

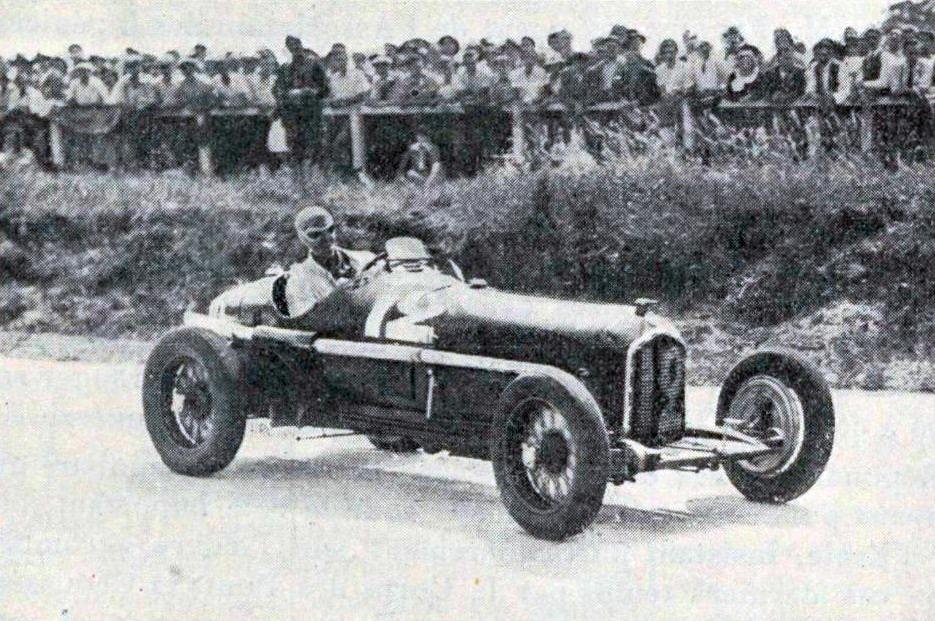
Louis Chiron, en tête peu avant l'arrivée.

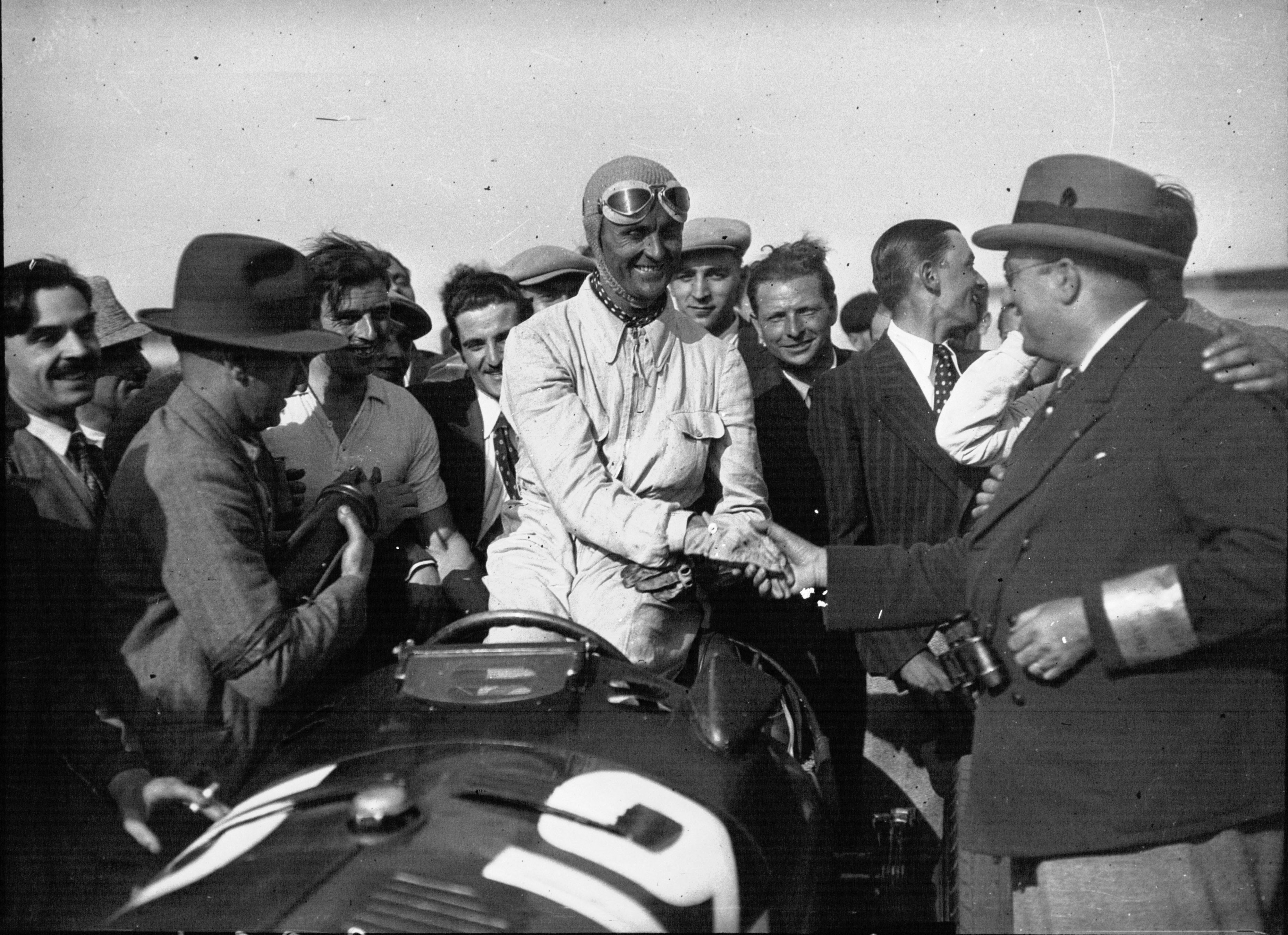
Et deuxième victoire...

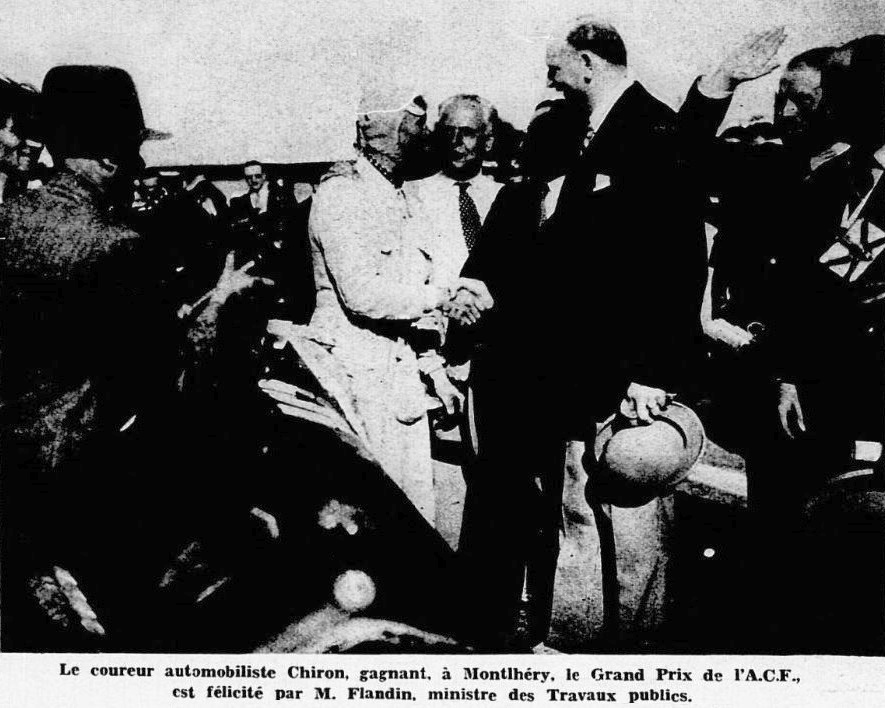
...pour Louis Chiron.

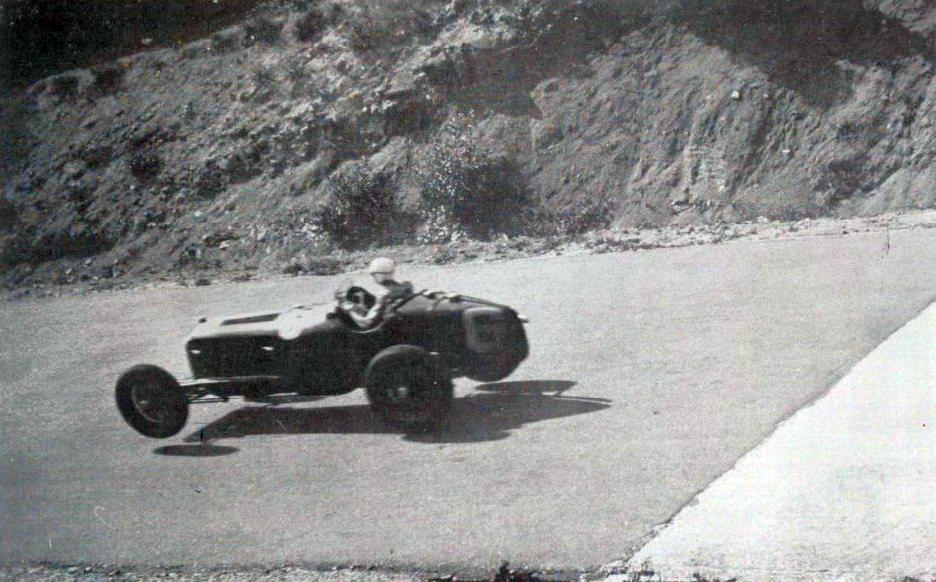
Achille Varzi deuxième de l'épreuve (ici rebond sur un raccord en ciment).

Le Grand Prix automobile de France 1934 est un Grand Prix qui s'est tenu sur l'Autodrome de Linas-Montlhéry le 1er juillet 1934.

## Grille de départ
| 1re ligne | Pos. 3             |                      | Pos. 2                |                          | Pos. 1                        |
|           | Varzi Alfa Romeo   |                      | Stuck Auto Union      |                          | *                             |
| 2e ligne  |                    | Pos. 5               |                       | Pos. 4                   |                               |
|           |                    | Momberger Auto Union |                       | Caracciola Mercedes-Benz |                               |
| 3e ligne  | Pos. 8             |                      | Pos. 7                |                          | Pos. 6                        |
|           | Benoist Bugatti    |                      | Nuvolari Bugatti      |                          | Chiron Alfa Romeo             |
| 4e ligne  |                    | Pos. 10              |                       | Pos. 9                   |                               |
|           |                    | Trossi Alfa Romeo    |                       | Dreyfus Bugatti          |                               |
| 5e ligne  | Pos. 13            |                      | Pos. 12               |                          | Pos. 11                       |
|           | Étancelin Maserati |                      | Zehender Maserati     |                          | Von Brauchitsch Mercedes-Benz |
| 6e ligne  |                    |                      | Pos. 14               |                          |                               |
|           |                    |                      | Fagioli Mercedes-Benz |                          |                               |

* Stuck n'utilise pas sa pole position.

## Classement de la course
| Pos. | no | Pilote                             | Écurie                     | Châssis           | Tours | Temps/Abandon              | Grille |
| ---- | -- | ---------------------------------- | -------------------------- | ----------------- | ----- | -------------------------- | ------ |
| 1    | 12 | Louis Chiron                       | Scuderia Ferrari           | Alfa Romeo P3     | 40    | 3 h 39 min 14 s 6          | 6      |
| 2    | 6  | Achille Varzi                      | Scuderia Ferrari           | Alfa Romeo P3     | 40    | + 3 min 17 s 3             | 3      |
| 3    | 20 | Carlo Felice Trossi Guy Moll       | Scuderia Ferrari           | Alfa Romeo P3     | 40    | + 4 min 9 s 2              | 10     |
| 4    | 16 | Robert Benoist                     | Automobiles Ettore Bugatti | Bugatti T59       | 36    | + 4 tours                  | 8      |
| Abd. | 24 | Goffredo Zehender                  | Officine Alfieri Maserati  | Maserati 8C       | 33    | Attache essieu arrière     | 12     |
| Abd. | 2  | Hans Stuck                         | Auto Union AG              | Auto Union Type A | 32    | Moteur                     | 2      |
| Abd. | 14 | Tazio Nuvolari Jean-Pierre Wimille | Automobiles Ettore Bugatti | Bugatti T59       | 17    | Transmission               | 7      |
| Abd. | 18 | René Dreyfus                       | Automobiles Ettore Bugatti | Bugatti T59       | 16    | Moteur                     | 9      |
| Abd. | 8  | Rudolf Caracciola                  | Daimler-Benz AG            | Mercedes-Benz W25 | 15    | Alimentation carburant     | 4      |
| Abd. | 30 | Luigi Fagioli                      | Daimler-Benz AG            | Mercedes-Benz W25 | 14    | Freins                     | 14     |
| Abd. | 22 | Manfred von Brauchitsch            | Daimler-Benz AG            | Mercedes-Benz W25 | 11    | Compresseur                | 11     |
| Abd. | 26 | Philippe Étancelin                 | Privé                      | Maserati 8CM      | 11    | Moteur                     | 13     |
| Abd. | 4  | August Momberger                   | Auto Union AG              | Auto Union Type A | 10    | Direction                  | 5      |
| Np.  | 10 | Hermann zu Leiningen               | Auto Union AG              | Auto Union Type A |       | Voiture prêtée à Momberger | 1      |
| Np.  | 12 | Ernst Jakob Henne                  | Daimler-Benz AG            | Mercedes-Benz W25 |       | Pilote réserve             | 6      |
| Np.  | 12 | Peter DePaolo                      | Écurie Braillard           | Maserati 8CM      |       | Blessé                     | 6      |
| Np.  | 28 | Raymond Sommer                     | SEFAC                      | SEFAC             |       | Voiture pas prête          |        |

- Légende : Abd. = Abandon - Np. = Non partant.

## Pole position et record du tour
- Pole position :  Hans Stuck (Auto Union) par ballotage.
- Record du tour :  Louis Chiron (Alfa Romeo) en 5 min 6 s au quatorzième tour[1].

## Tours en tête
- Louis Chiron : 32 tours (1-2 / 11-40)
- Hans Stuck : 8 tours (3-10)